# Roedgen
Roedgen (luxembourgeois : Riedgen) est une section de la commune luxembourgeoise de Reckange-sur-Mess située dans le canton d'Esch-sur-Alzette.